# Hepomadus
Genre
Hepomadus est un genre de crustacés décapodes dont les représentants ressemblent à des crevettes.

## Liste des espèces
- Hepomadus glacialis Bate, 1881
- Hepomadus inermis Bate, 1881
- Hepomadus tener S. I. Smith, 1884